# Terry Brighton
Terry Brighton (nascido em 28 de abril de 1949) é um historiador e autor militar britânico.

## Carreira
Ele é mais conhecido por sua pesquisa sobre o Charge of the Light Brigade, publicada em Hell Riders: the Truth about the Charge of the Light Brigade. Ele usou relatos de sobreviventes, muitos deles nunca antes publicados, para dar o ponto de vista dos soldados dessa famosa ação de cavalaria. Ele argumentou que o Charge não foi o desastre militar que parecia e, de forma controversa, afirmou que poderia ser considerado "um sucesso surpreendente".
Embora mais conhecido por sua pesquisa sobre a Guerra da Criméia, de acordo com a Publishers Weekly, foi seu trabalho posterior sobre os generais da Segunda Guerra Mundial, sobre Patton, Montgomery e Rommel que o colocou "no topo do ranking de escritores militares de audiência geral". O livro usa os escritos pessoais dos generais para argumentar que o relacionamento explosivo entre os aliados Patton e Montgomery teve um efeito maior na conduta e no curso da guerra do que o relacionamento respeitoso entre os inimigos Patton e Rommel.

## Livros
- The Last Charge: the 21st Lancers and the Battle of Omdurman (Marlborough: Crowood, 1998)
- Hell Riders: the Truth about the Charge of the Light Brigade (Londres: Penguin, 2004) Publicado nos EUA como Hell Riders: the True Story of the Charge of the Light Brigade (Nova York: Henry Holt, 2004)
- Masters of Battle: Monty, Patton and Rommel at War (London: Penguin, 2008) Publicado nos EUA como Patton, Montgomery, Rommel: Masters of War (Nova York: Random House, 2009)
- Hell's Mile (Hard Corps Books, 2020)
- The Wars of Thomas Morley: 17th Lancers and 12th Pennsylvania Cavalry (Hard Corps Books, 2020)
- Winston's Charge: Lieutenant Churchill and the British Army's Last Cavalry Charge (Hard Corps Books, 2020)
- The MAGA Offensive: Fighting for the USA (Hard Corps Essays, 2020)